# Punjab (Pakistan)
Il Pangiàb o Pengiàb (in indostano Panjāb, in inglese Punjab) è la regione più popolosa del Pakistan (più della metà del totale) e la seconda più vasta (205.340 km²), situata a est del Paese, al confine con l'India, dove si trova uno Stato omonimo.

## Storia
La divisione del 1947 fra India e Pakistan portò qui ad uno dei più massicci scambi di popolazione in base a una logica religiosa.

## Lingua
La lingua parlata è il punjabi (97%), studiata nelle università pakistane e indiane, assieme alla lingua ufficiale, l'urdu (2%).

## Geografia
Le città più grandi del Panjab sono Lahore (la capitale), Faisalabad, Gujranwala, Gujrat, Multan, Rawalpindi, Bahawalpur, Jhang, Kasur, Samundri, Sialkot, Sahiwal, Okara, Bahawalnagar, Sargodha, Dera Ghazi Khan, Rahim Yar Khan, Tandlianwala, Toba Tek Singh, Khanewal, Mianwali . È suddivisa in 36 distretti.

## Economia
L'economia è prevalentemente basata sull'agricoltura, ma la città di Gujrat attira investimenti industriali stranieri, anche perché la maggior parte degli emigrati in Europa è di questa provincia.

## Distretti
La provincia ha 36 distretti.
1. Attock
2. Bahawalnagar
3. Bahawalpur
4. Bhakkar
5. Chakwal
6. Chiniot
7. Dera Ghazi Khan
8. Faisalabad
9. Gujranwala
10. Gujrat
11. Hafizabad
12. Jhang
13. Jhelum
14. Kasur
15. Khanewal
16. Khushab
17. Lahore
18. Layyah

1. Lodhran
2. Mandi Bahauddin
3. Mianwali
4. Multan
5. Muzaffargarh
6. Narowal
7. Nankana Sahib
8. Okara
9. Pakpattan
10. Rahim Yar Khan
11. Rajanpur
12. Rawalpindi
13. Sahiwal
14. Sargodha
15. Sheikhupura
16. Sialkot
17. Toba Tek Singh
18. Vehari